# Marcelo Saback
Marcelo Barreto Saback (Salvador, 20 de outubro de 1962) é um autor, diretor e ator brasileiro.

## Biografia
Marcelo Saback é baiano, criado em Brasília e reside no Rio de Janeiro há mais de 25 anos.
Autor, ator, diretor e músico, muito jovem ingressou na Fundação Brasileira de Teatro (DF), criada e dirigida por Dulcina de Moraes. Ao lado da própria Dulcina, atuou - e foi dirigido por ela - durante quatro anos, enquanto experimentava, paralelamente, funções variadas dentro do universo das artes. Ainda em Brasília, dividiu os palcos com expressivos nomes da cidade (entre eles, Oswaldo Montenegro, Hugo Rodas, Zélia Duncan e Cássia Eller), e além da música, resolveu se dedicar ás artes cênicas. Recebeu seus primeiros prêmios oferecidos pela Fundação Cultural do Distrito Federal, pelos espetáculos de sua autoria e/ou direção "Quatro Mulheres" e "Gigolôs".
Somam-se mais de 35 espetáculos teatrais variando funções entre ator/diretor/autor e músico (entre eles "Cócegas", "Solteira, casada, viúva, divorciada", "Salve Amizade", "Ladys com Z", "Divã", "Alarme Falso". "Solteira, Casada, Viúva, Divorciada"), 12 indicações e seis prêmios de teatro (entre estes, os distintos prêmios Molière, Shell e Mambembe).
Na televisão, desempenhou a função de ator em 11 novelas (nove da Rede Globo, uma da extinta Manchete e uma do SBT) e em inúmeros seriados.
Como diretor de TV, começou na Rede Globo com Chico Total, e ainda na emissora redigiu episódios de diversos programas  (entre eles, Sai de Baixo Vida ao Vivo Show e Sob Nova Direção), começando por Você Decide em 1999. É de Saback a criação e a redação final do seriado “Divã” - projeto vencedor da emissora estrelado pela atriz Lília Cabral - assim como diversos episódios das séries “As Cariocas” e “As Brasileiras”, dirigidas por Daniel Filho. O roteiro e texto dos especiais de fim de ano de Roberto Carlos para a emissora nos anos de 2011 a 2013 – dirigidos por Jayme Monjardim - também contam com sua assinatura.
São variadas as peças de Saback para teatro ao lado de grandes nomes da dramaturgia, mas, nos últimos anos, seu nome também está intrinsecamente ligando a grandes sucessos do cinema nacional. Destaque para seu premiado roteiro “Divã” – Prêmio de Melhor Roteiro no 13º Brazilian Filme Festival de Miami – dirigido por José Alvarenga, ou ainda para os longas metragens (que assinou ao lado de Paulo Cursino) “De Pernas Pro Ar” e “De Pernas Pro Ar 2”, estrelados por Ingrid Guimarães. "Cilada.com" e "S.O.S - Mulheres ao Mar", e para 2015 "Linda de Morrer" (Estrelado por Glória Pires) são produções nacionais que também assinou como co-roteirista. Seu último sucesso em 2015, foi o roteiro de "Loucas pra Casar", batendo record de bilheteria. Nesta função (roteirista), vemos o nome de Marcelo Saback na lista dos indicados ao Grande Prêmio do Cinema Brasileiro e ao Prêmio Contigo dos últimos três anos.
Entre as 15 campanhas publicitárias em que atuou, destaca-se a do Seguro Unibanco, ao lado de Bianca Byington, dirigida por João Salles.
Em 2013, atua, ao lado de Heloísa Perissé, no filme Odeio o Dia dos Namorados, dirigido por Roberto Santucci, e faz parte da equipe de colaboradores de Manoel Carlos na novela das 21 horas da Rede Globo, Em Família; Em 2018, assinou o roteiro (ao lado de Mauro Wilson) do seriado A Fórmula, também na Rede Globo.  Em 2020 participou como Script Doctoring de novo projeto Amazon Prime (ainda a estrear) , e assinou o roteiro do longa Cinderela Pop, ao lado de Bruno Garotti na Netflix . Em 2021 assinou roteiro e direção do longa metragem Dois mais Dois.

## Como roteirista

#### Televisão
| Ano     | Título                       | Notas                  |
| ------- | ---------------------------- | ---------------------- |
| 1991-93 | Fantástico                   | Roteirista Colaborador |
| 1998    | Vida ao Vivo                 | Roteirista Colaborador |
| 2000    | Sai de Baixo                 | Roteirista Colaborador |
| 2003-4  | Você Decide                  | Roteirista Colaborador |
| 2004-07 | Sob Nova Direção             | Roteirista Colaborador |
| 2010    | Junto & Misturado            | Roteirista Colaborador |
| 2011    | As Cariocas                  |                        |
| 2011    | Divã                         |                        |
| 2012    | As Brasileiras               |                        |
| 2014    | Em Família                   | Roteirista Colaborador |
| 2017    | A Fórmula                    |                        |
| 2017-19 | Escolinha Professor Raimundo |                        |

#### Cinema
| Ano  | Título                          | Notas |
| ---- | ------------------------------- | ----- |
| 2009 | Divã                            |       |
| 2010 | De Pernas pro Ar                |       |
| 2010 | Cilada.com                      |       |
| 2012 | De Pernas pro Ar 2              |       |
| 2013 | Didi, o Peregrino               |       |
| 2014 | S.O.S. Mulheres ao Mar          |       |
| 2014 | Loucas Pra Casar                |       |
| 2014 | Didi e o Segredo dos Anjos      |       |
| 2015 | Linda de Morrer                 |       |
| 2018 | De Pernas pro Ar 3              |       |
| 2019 | Cinderela Pop                   |       |
| 2020 | Dois Mais Dois                  |       |
| 2022 | Pérola                          |       |
| 2023 | Um Ano Inesquecível - Verão     |       |
| 2023 | Um Ano Inesquecível - Outono    |       |
| 2023 | Um Ano Inesquecível - Inverno   |       |
| 2023 | Um Ano Inesquecível - Primavera |       |
| 2024 | Princesa Adormecida             |       |
| 2024 | Fazendo Meu Filme               |       |
| 2025 | Traição Entre Amigas            |       |
| 2025 | Pé no Chão                      |       |

## Como diretor

#### Televisão
| Ano       | Título      | Notas       |
| --------- | ----------- | ----------- |
| 1995/1997 | Chico Total | Colaborador |

#### Cinema
| Ano  | Título         | Notas |
| ---- | -------------- | ----- |
| 2020 | Dois mais Dois |       |

## Como ator

#### Televisão
- 2012 - As Brasileiras – Seriado – Ator - Rubi - Rede Globo
- 2011 - Macho Man – Seriado – Participação ator - Shirley Teleférico - Rede Globo
- 2010 - As Cariocas – Seriado – Ator - Barman - Rede Globo
- 2009 - Vende-se um véu de noiva – Telenovela – Ator - Roberto - SBT
- 2008/2009 - Revelação – Telenovela - Fausto Maia - SBT
- 2007 - Eterna Magia – Telenovela - Jair Ferreira - Rede Globo
- 2006 - Cobras & Lagartos – Telenovela - Participação medico - Rede Globo
- 2005- Malhação (12.ª temporada) -  Telenovela - Participação apresentador do Concurso de Forró - Rede Globo
- 2005 - Sob Nova Direção – Seriado - Participações - Cecílio/Olavinho Souto Maior - Rede Globo
- 2003 - Kubanacan – Telenovela - Capacho - Rede Globo
- 2002 - Desejos de Mulher – Telenovela - Participação ator - Sintra - Rede Globo
- 2001 - Os Normais – Seriado - Participação ator - Dragqueen - Rede Globo
- 2000 - Esplendor – Telenovela - Mariano - Rede Globo
- 2000 - Malhação 2000 - Telenovela - Participação ator - Samuel - TV Globo
- 1999 - Mulher – Seriado - Participação ator - Adão - Rede Globo
- 1998 - Caça Talentos – Telenovela - Participação ator -  Arlindo Orlando - Rede Globo
- 1998 - Você Decide – Seriado - Paulo/Carlos/Gomes - Rede Globo
- 1995 - História de Amor – Telenovela - Renato Santana - Rede Globo
- 1995 - A Próxima Vítima – Telenovela - Participação ator - Tião - Rede Globo
- 1994 - 74.5 Uma Onda no Ar – Telenovela - Lucas - Rede Manchete
- 1990 - Barriga de Aluguel – Telenovela - Duarte - Rede Globo
- 1988 - Bebê a Bordo – Telenovela - Participação ator - Edilson - Rede Globo
- 1987 - Mandala – Telenovela - `Participação ator - Paulo - Rede Globo

#### Cinema
- 2021 – Quatro Amigas Numa Fria – Comissário – Direção: Roberto Santucci)
- 2015 - Qualquer Gato Vira-latas  2 - Mexicano - Direção: Roberto Santucci)
- 2013 - Odeio o Dia dos Namorados – (Ator     – Gilberto – Direção Roberto Santucci)
- 2012 - Até que a Sorte nos Separe –     (Ator – Nelsinho – Direção Roberto Santucci)
- 2010 - High School Musical: O Desafio     (Ator - Empresário Artístico – Direção César Rodrigues)
- 2002 - Avassaladoras – (Ator – Cláudio –     Direção: Mara Mourão)
- 1997 - Navalha na Carne – (Ator – Carlos     – Direção: Neville D’Almeida)

### Teatro
- Um pai de outro mundo (Direção - Marcelo Serrado)
- Aladin e um gênio maravilhoso  ( Texto, direção e músicas originais com Gulherme Karan)
- A dama e o vagabundo, amor e osso duro de roer ( direção - Adriana Esteves e Marcos Breda)
- ladies com Z ( texto e direção - Kiko Mascarenhas, Eduardo Martini e Guilherme Piva)
- Porgy and Bess ( opera- Ator - teatro Municipal Rio de Janeiro)
- Teatro Musical 1 (ator - direção Martinez Correa)
- a gente se ama ( Ator - ao lado de Alice Borges)
- Receita de Vinicius ( Ator - musical obra Vinícius de Moraes)
- três por dois ( Ator)
- O Rouxinol do Imperador ( Ator e músicas originais - direção Miguel Falabella)
- Os sete Brotinhos ( Ator e musicas originais - direção Flavio Marinho)
- A Sereiazinha ( texto e musicas originais - direção Miguel Falabella)
- Silvia (ator - ao lado de Louise Cardoso - direção Aderbal Freire Filho)
- Salve Amizade (ator - dir Flavio Marinho)
- Divã ( Texto - com Lilia Cabral e elenco)
- Futuro do pretérito ( Direção - com Lilia Cabral e elenco)
- Alo, madame! ( texto e direção - com Ery Jonhson e elenco )
- Frisson ( texto e direção - musical)
- A Megera Domada (Texto e músicas originais - direção Miguel Falabella)
- Ainda bem que foi agora ( direção - Com Adriana Mattar e Carlos Vieira)
- cócegas ( Direção - com Ingrid Guimarães e Heloisa Perrisé)
- Show Alma - Zélia Duncan - ( direção)
- O santo e a porca ( Ator - direção Walmor Chagas)
- Gertrudes ( Ator)
- Na medida do possível ( texto e direção - cm Eduardo Martini)
- i love Neide ( texto - com Eduardo Martini)
- Cleópatra ( Direção - musical com Claudia Ohana e elenco)
- O Mágico de Oz (ator)
- Heleno - Um Homem Chamado Lígia (direção - com Raul Gazolla e cia brasileira de sapateado)
- Rock Horror Show (ator - direção Jorge Fernando)
- A Serpente (ator - direção Antonio Abujanra)
- Solteira, Casada, Viúva, Divorciada (direção - com Lilia Cabral)
- Quatro Mulheres (texto e direção)
- Branca de Neve Agora No Teatro (texto, direção e trilha sonora)
- Gigolôs - Com Cássia Eller -  (ator)
- A Margem da Vida - Direção Dulcina de Morais.  (ator)
- A Cantora Careca - Direção Dulcina de Morais - (ator)
- Meiga Presença - Zélia Duncan - (ator/músico)
- Veja Você Brasília - Oswaldo Montenegro - (ator)

## Prêmios
- Melhor Filme ( "Loucas pra Casar) - 19* Brazilian Filme Festival Miami
- Melhor Filme ("S.O.S Mulheres ao Mar") - !8* Brazilian Filme Festival Miami
- Melhor Roteiro ("Divã") - 13º Brazilian Film Festival
- Melhor Ator ("Gigolôs")
- Melhor Texto ("Quatro Mulheres" )
- Melhor Direção ("Quatro Mulheres")
- Indicado ao Molière ("O Mágico de Oz" - Ator)
- Indicado ao Molière ("A Megera Domada" - Compositor trilha original)
- Indicado Prêmio Sharp - ("Bravíssimo" - Diretor e autor - coautoria Regiana Antonini.
- Direção - Prêmios Coca-Cola e 9 Sateds ("Aladin" - diretor e autor)
- Melhor Música - Prêmio APCA 1991 ("A Sereiazinha" - autor e compositor trilha original)
- Melhor Música - Prêmio Coca-Cola 1991 ("A Sereiazinha" - melhor música/ compositor)

## Eventos
- Festa de entrega de prêmios do Festival Riocine (edições 1995, 1996 e 1999)
- Inauguração do Teatro Municipal de Macaé - RJ (Junho/2000)
- Festival do Rio BR 2000 (cinema)
- Paixão de Cristo – Macaé – Rio de Janeiro – (espetáculo bíblico com mais de sessenta participantes apresentado anualmente na Semana Santa para mais de 20 mil espectadores)